# Tomislav Dretar
 (juin 2007).
 (janvier 2020).
Si vous disposez d'ouvrages ou d'articles de référence ou si vous connaissez des sites web de qualité traitant du thème abordé ici, merci de compléter l'article en donnant les références utiles à sa vérifiabilité et en les liant à la section « Notes et références ».
 (janvier 2020).
- Si vous ne connaissez pas le sujet, laissez ce bandeau (vous pouvez alors contacter les auteurs).
- Si vous supprimez le contenu mis en cause (vous pouvez préalablement contacter les auteurs),

argumentez précisément cette suppression dans la page de discussion
(un manque de référence n'est pas un argument ; une recherche réelle de référence doit avoir été effectuée, être formellement documentée).
 (juin 2007).
Le contenu est difficilement compréhensible vu les erreurs de traduction, qui sont peut-être dues à l'utilisation d'un logiciel de traduction automatique.
Tomislav Dretar, ou Thomas Dretart, né à Nova Gradiška en Croatie le 2 mars 1945, est un écrivain et militaire croate, naturalisé belge.
Il est poète, professeur d'université, traducteur, auteur de critiques littéraires, journaliste et éditeur. Pendant la guerre de Bosnie-Herzégovine, il est commandant des forces armées croates de Bosnie-Herzégovine. Il habite aujourd'hui Drogenbos, près de Bruxelles.

## Biographie
- Études : faculté de pédagogie de Rijeka (Croatie), études post-universitaires à l'université de Sarajevo (Bosnie-Herzégovine).
- Publications : dix livres de poésie en croate, un en italien, cinq en français, un en rrom ; trois cents articles et essais scientifiques.
- Il a traduit du français en croate, bosnien et serbe Bible, Coran et plusieurs écrivains belges et français : Xavier Deutsch, Michel Lambert, Gérard Adam, Monique Thomassettie, François Emmanuel, William Cliff, Georges Perec, Jean Cayrol, Leyla Haouari... ; de l'allemand Paul Celan et Karl Guessmer. En collaboration avec Gérard Adam, il a traduit plusieurs œuvres des écrivains bosniaques et croates.
- Membre de l'Association des écrivains de Bosnie-Herzégovine. (Društvo pisaca Bosne i Hercegovine). (Démissionné).
- Membre de l'Association des écrivains croate
- Membre de l'Association des écrivains belges (fr)
- Membre de l'Association des écrivains Bosnie-Herzégovine

## Biographie militaire
La catégorie de l'Officier :    
- Le commandant des Forces Militaires de Conseil de Croates de Défense du Nord-Ouest de Bosnie-Herzégovine - en grade de colonel.

### Éducation
Tomislav a fini la Faculté Pédagogique à l'Université de Rijeka et les études post-universitaires à l'Université de Sarajevo. Auteur et critique littéraire, auteur d'autour de dix recueils de poésies croate et cinq françaises à part de plus de trois cents textes scientifique, expert et textes critiques de beaux arts et de littérature, sociologie de la culture, philosophie et de sciences politiques.

### Origines
Fils de Ružica Rivić de Ljubija Rudnik dans la Bosnie-Herzégovine et Vladimir Dretar de Cernik République de Croatie. Sa mère a fini sa formation à l’École civile pour des Filles Catholiques de Prijedor à la Bosnie-Herzégovine et le père, après l'achèvement du Collège d'enseignement général supérieur de Nova Gradiška a inscrit l'étude de sylviculture à la Faculté de Sylviculture à l'Université de Zagreb. Mais en 1941, jeune patriote croate et non pas pro-Yougoslave ni communiste, il part pour l'éducation militaire à Stockerau où il reçoit le titre de sous-officier. Il est un sous-officier dans la SS - Division bleu pour quelques mois à peu. Puis il a déserté de là à cause du traitement humiliant de  Croates par des officiers allemands. En son absence, une cour militaire l'a condamné à la mort. Il s'est  sauvé en un volontaire  Ustashi où il reçoit le titre de deuxième lieutenant. De là il déserte à cause du comportement inhumain des soldats Ustasha et des commandants contre les non-Croates et, de nouveau en son absence, est condamné à mort. Il s'est dissimulé  dans l'Armée croate régulière - Domobrani, au grade de lieutenant, il était le commandant de station militaire de Vrba. Après la chute de Nova Gradiška, sa ville natale, il recule avec le reste de l'Armée croate et disparaît à la tragedie de Croates près de Bleiburg.

### Éducation
Tomislav, son fils, a fini la Faculté Pédagogique à l'Université de Rijeka et les études post-universitaires à l'Université de Sarajevo. Auteur et critique littéraire, auteur de dix collections de poésies et plus de trois centaines articles scientifiques, et textes critiques de littérature, sociologie de la culture, philosophie, beaux-arts et science politique. Il s'oppose ouvertement à Boban et à la création d'un quasi État croate, nommé "Herzeg-Bosnie" (Herzeg=le titre de duc Stipan Kosača) dont le fief médiéval obtient le nom la Herzégovine, parce qu'il appartient à Herzeg(le Duc) était réunie à la Bosnie), parce que c'était la même chose que les Tchetniks faisait en Croatie et en Bosnie-Herzégovine. Les compagnons de Boban ont essayé de l'assassiner plusieurs fois, mais il réussissait toujours s'esquiver de là. Il a participé aux premiers combats de l'armée qui a été organisée sur la base de son projet. Il a réussi dans la construction d'un rapport de confiance mutuelle et l'égalité avec le composant bosniaque. Tomislav Dretar a établi et a aligné le 12 juin 1992 dans les baraques "Zrinski-Frankopan" dans Bihać dans la banlieue de ŽEGAR le premier bataillon de Croates de Bihać appelé "le 101 bataillon croate de Bihać". Il est entré dans le groupe de la Deuxième brigade croato-musulman de Bihac, qui faisait partie du 5e Corps de l'Armée de Bosnie-Herzégovine nommé "la 502 Brigade de Croato-Musulman de Bihać". Puis il a organisé le  sauvetage de deux avions à piston de type Courier, qui avait de grand avantage pendant la guerre pour  fournir l'armée  de nécessaires. Il a géré l'organisation de la création d'une Armée de l'air et l'accomplissement des premiers vols sur la ligne de Zagreb-Bihać, la nuit, en secret.

## Fin de carrière politique et militaire. Seul contre tous
À cause de son conflit avec les avocats de la division de la Bosnie-Herzégovine et les oui-hommes de Tuđman, il a abandonné la tenue de tous les postes politiques et militaires. Avec l’aide de la CEE Observateurs il part à l'exil en Belgique, où il vit aujourd'hui. Il vit en conviction que Tuđman a travaillé sur la conquête de la Bosnie-Herzégovine, qu'il est coupable pour la guerre croato-bosniaque, qu'il a volé la Croatie et l'a distribuée comme sa propre propriété  aux mains de ses oui-hommes. Et aussi, il pense que Tuđman est l'inspirateur d'action des meurtres de généraux de HOS (les Forces de Conseil croate de Défense) Blaž Kraljević et Ante Paradžik. Qu'il ait organisé des lignes secrètes de commande et qu'il a travaillé d'accord avec Milošević et son domestique Izetbegovic qui a, quant à lui, trahi la Bosnie-Herzégovine et avec ces deux hommes projetés et a effectué le plan de déchirer la Bosnie-Herzégovine.

### Ancien combattant
Après l'arrivée à l'exil en Belgique Tomislav est employé à l'Université catholique de Louvain. Il a traduit les deux Bibles les plus respectables, le la Bible de Jérusalem et la Traduction œcuménique de la Bible en bosnien, croate et serbe. Il a aussi rédigé la première traduction du Coran en croate dans l'histoire de contacts de Croates avec l'Islam. Il a publié plus de dix livres des traductions d'auteurs d'expression françaises et sept de ses livres propres en langue française. Il a eu deux patries : la Croatie, de son père et la Bosnie, de sa mère. Il a aimé tous les deux, il serait parti à la guerre pour tous les deux et a perdu tous les deux...

### Autheur des anthologies
- "Sublimisme balkanique" - Tom 1 - poètes de Croatie - anthologie de poésie -   (ISBN 978-2-930333-56-4)
- "Sublimisme balkanique" - Tom 2 - poètes de Bosnie-Herzégovine -  anthologie de poésie   (ISBN 978-2-930702-71-1)

## Présenté également dans les anthologie suivantes
- Anthologie de la poésie tsigane (Romane poetongi antologia-trilangue), Budapest, 1996, et Lausanne, 2001
- Sakupljena baština : la poésie croate (1940-1990), Zagreb, 1993 et 1996
- Krvatska : anthologie de la poésie patriotique croate, Zagreb, 1993
- Anthologie historique de la poésie des Croates de Bosnie-Herzégovine, des sources jusqu'à nos jours, Mostar, 2001, et Sarajevo, 2002